# Tetrabromuro di silicio
Il tetrabromuro di silicio è l'alosilano con la formula chimica SiBr4. Si presenta come un liquido incolore dall'odore soffocante, dovuto alla reazione di idrolisi con l'umidità dell'aria che rilascia acido bromidrico tossico.

## Acidità di Lewis
I complessi di silicio covalente saturo come il tetrabromuro di silicio, insieme ai tetraalogenuri di germanio (Ge) e stagno (Sn), sono acidi di Lewis. Anche se i tetraalogenuri di silicio obbediscono alla regola dell'ottetto, aggiungono Lewis leganti di base per dare addotti con la formula SiBr4L e SiBr4L2 (dove L è una base di Lewis). Le proprietà acide secondo Lewis dei tetralidi tendono ad aumentare come segue:
{\displaystyle {\ce {SiI4 < SiBr4 < SiCl4 < SiF4}}}
Questa tendenza è attribuita ai relativi valori di elettronegatività degli alogeni.
La forza dei legami Si-X diminuisce nell'ordine: {\displaystyle {\ce {Si-F > Si-Cl > Si-Br > Si-I}}}

## Sintesi
Il tetrabromuro di silicio può essere sintetizzato con una reazione tra acido bromidrico e silicio a 600 °C.
{\displaystyle {\ce {Si \ + \ 4HBr -> SiBr4 \ + \ 2H2}}}
{\displaystyle {\ce {Si \ + \ 2HBr -> SiH2Br2}}}
{\displaystyle {\ce {Si\ +\ 3HBr->SiHBr3\ +\ H2}}}

## Utilizzo
Per la sua stretta somiglianza con il tetracloruro di silicio (SiCl4), ci sono poche applicazioni uniche per il tetrabromuro di silicio. La pirolisi del tetrabromuro di silicio ha il vantaggio di avere il silicio depositato su tassi più veloci di quelli del tetracloruro di silicio tuttavia quest'ultimo è generalmente preferito a causa della sua disponibilità di elevata purezza. La pirolisi del tetrabromuro di silicio seguita da un trattamento con ammoniaca produce rivestimenti di nitruro di silicio (Si3N4), un composto duro utilizzato per la produzione di ceramica, sigillanti e di molti strumenti da taglio.